# Double O Arch
Pour les articles homonymes, voir OO.
Double O Arch est une arche naturelle du comté de Grand, dans l'Utah, aux États-Unis. Elle est protégée au sein du parc national des Arches.

## Note et référence
1. ↑  (en) « Double O Arch », sur Utah.com (consulté le 22 juin 2025)